# Ingrida Šimonytė
Ingrida Šimonytė (ur. 15 listopada 1974 w Wilnie) – litewska ekonomistka, urzędnik państwowy i polityk, minister finansów od 2009 do 2012, wiceprezes Banku Litwy (2013–2016), posłanka na Sejm Republiki Litewskiej, w latach 2020–2024 premier Litwy.

## Życiorys

### Rodzina i wykształcenie
W 1992 została absolwentką szkoły średniej nr 7 w wileńskiej dzielnicy Żyrmuny. W 1996 ukończyła studia licencjackie w zakresie administracji biznesu i zarządzania, a dwa lata później studia magisterskie w zakresie finansów na wydziale ekonomii Uniwersytetu Wileńskiego.
Deklaruje znajomość języków angielskiego, polskiego i rosyjskiego. W jednym z wywiadów wskazała, że w domu dziadków mówiono w języku polskim, a jej babka była nauczycielką w jednej z polskich szkół w Wilnie.

### Działalność zawodowa i publiczna do 2016
W 1997 została pracownikiem Ministerstwa Finansów, gdzie pełniła kolejno funkcje: starszego ekonomisty w wydziale podatków departamentu polityki fiskalnej (1997–1998), naczelnika wydziału podatków pośrednich w departamencie podatków (1998–2001), dyrektora departamentu podatków (2002–2004) oraz sekretarza tego resortu (2004–2009). 7 lipca 2009 objęła funkcję ministra finansów w rządzie Andriusa Kubiliusa. Urzędowała do końca funkcjonowania tego gabinetu, tj. do 13 grudnia 2012. W lipcu 2013 została powołana na stanowisko pierwszego wiceprezesa zarządu Banku Litwy, które sprawowała do 2016. W latach 2013–2016 była wykładowczynią na wydziale matematyki i informatyki oraz na wydziale stosunków międzynarodowych i nauk politycznych Uniwersytetu Wileńskiego. W latach 2014–2016 pełniła funkcję przewodniczącej Rady Uniwersytetu Wileńskiego.

### Działalność polityczna
W 2015 podjęła współpracę polityczną ze Związkiem Ojczyzny (TS-LKD). W wyborach w następnym roku z ramienia tego ugrupowania uzyskała mandat posłanki na Sejm w okręgu jednomandatowym.
We wrześniu 2018 ogłosiła, że zamierza wziąć udział w prawyborach partii mających wyłonić kandydata TS-LKD w wyborach prezydenckich. W listopadzie tegoż roku wygrała partyjne prawybory, uzyskując 79% głosów i pokonując tym samym Vygaudasa Ušackasa. W pierwszej turze głosowania z 12 maja 2019 otrzymała 31,31% głosów, zajmując pierwsze miejsce i przechodząc do drugiej tury z Gitanasem Nausėdą (30,94% głosów). W drugiej turze głosowania z 26 maja otrzymała 33,04% głosów, przegrywając tym samym wybory.
W wyborach w 2020 otwierała listę wyborczą konserwatystów do Sejmu. Mandat uzyskała w pierwszej turze głosowania, wygrywając w okręgu większościowym (uzyskała ponad 61% głosów). Już w trakcie kampanii była prezentowana jako kandydatka TS-LKD na premiera. Związek Ojczyzny wygrał wówczas wybory, uzyskując 50 mandatów w 141-osobowym Sejmie. Wkrótce po zakończeniu drugiej tury wyborów TS-LKD oraz dwie partie liberalne (Ruch Liberalny Republiki Litewskiej i Partia Wolności) zadeklarowały podjęcie rozmów koalicyjnych celem utworzenia nowego rządu z Ingridą Šimonytė jako premierem.
19 listopada 2020 prezydent Gitanas Nausėda przedstawił Sejmowi Ingridę Šimonytė jako kandydatkę na premiera. Litewski parlament, większością 62 głosów, zatwierdził jej kandydaturę 24 listopada. Następnego dnia prezydent powołał ją na to stanowisko, wyznaczając 15 dni na sformowanie rządu. 4 grudnia Gitanas Nausėda ostatecznie zaaprobował zaproponowanych kandydatów na ministrów, a Ingrida Šimonytė upubliczniła program jej gabinetu. Rząd Ingridy Šimonytė rozpoczął funkcjonowanie 11 grudnia po zatwierdzeniu jego programu przez parlament oraz po zaprzysiężeniu członków gabinetu. W 2022 formalnie wstąpiła do TS-LKD.
W październiku 2023 ogłosiła swój udział w kolejnych wyborach prezydenckich. W pierwszej turze wyborów z 12 maja 2024 otrzymała 20,05% głosów, zajmując drugie miejsce spośród 8 kandydatów. Przeszła do drugiej tury z ubiegającym się o reelekcję Gitanasem Nausėdą, który uzyskał poparcie na poziomie 43,95%. W drugiej turze z 26 maja otrzymała 24,06% głosów, przegrywając tym samym ponownie ze swoim konkurentem.
W wyborach do Sejmu w tym samym roku ponownie otwierała listę wyborczą TS-LKD; miejsce w parlamencie utrzymała na kolejną kadencję, wygrywając w pierwszej turze głosowania w okręgu jednomandatowym. 12 grudnia 2024 na stanowisku premiera zastąpił działacz zwycięskich wówczas socjaldemokratów Gintautas Paluckas.

## Odznaczenia
- Krzyż Oficerski Orderu Witolda Wielkiego (2015)[23]
- Order Księcia Jarosława Mądrego II klasy (Ukraina, 2023)[24]